# الأصول المتعددة الأقاليم للبشر الحديثين
فرضية الأقاليم المتعددة أو التطور متعدد الأقاليم أو الفرضية متعددة المراكز هي نمذجة علمية تقدم تفسيرًا بديلًا لنظرية «الخروج من أفريقيا» أحادية الأصل لنمط التطور البشري.
يرى التطور متعدد الأقاليم أن الأنواع البشرية نشأت لأول مرة منذ نحو مليوني سنة وأن التطور البشري اللاحق جرى ضمن نوع بشري واحد مستمر. يشمل هذا النوع جميع الأشكال البشرية القديمة مثل الإنسان المنتصب والنياندرتال وكذلك أيضًا الأشكال الحديثة، وتطورت في كافة أنحاء العالم إلى جماعات متنوعة من البشر الحديثين تشريحيًا (الإنسان العاقل).
تدّعي الفرضية أن آلية تنوع السمات من خلال نموذج «المركز والأطراف» أتاحت التوازن اللازم بين الانحراف الوراثي وانسياب المورثات والاصطفاء الطبيعي خلال العصر الجليدي، وكذلك أيضًا التطور الإجمالي بصفتها أنواعًا عالمية، ولكن مع الاحتفاظ بالاختلافات الإقليمية في بعض السمات المورفولوجية. يشير أنصار تعدد الأقاليم إلى البيانات الأحفورية والجينومية واستمرارية الثقافات الأثرية كدعم لفرضيتهم.
اقتُرحت فرضية الأقاليم المتعددة للمرة الأولى في عام 1984، ومن ثم نُقحت في عام 2003. في صيغتها المنقحة هي شبيهة بنموذج الاستيعاب، الذي يرى أن الإنسان الحديث نشأ في أفريقيا ويشترك اليوم بأصل أفريقي حديث سائد، إلا أنه امتص أيضًا من أنواع أشباه البشر الإقليمية (القديمة) الأخرى درجاتٍ صغيرة ومتغيرة جغرافيًا من الاختلاط.

## التاريخ

### نظرة عامة
اقتُرحت الفرضية متعددة الأقاليم في عام 1984 من قبل ميلفورد إتش. وولبوف وآلان ثورن وشينزي وو. يعزو وولبوف فضلًا لفرضية «تعدد المراكز» التي صاغها فرانز وايدرنيتش عن الأصول البشرية باعتبارها تأثيرًا رئيسيًا، غير أنه يحذر من الخلط بينها وبين نظرية تعدد الأصول، أو بينها وبين نموذج كارلتون كون الذي يقلل من انسياب المورثات.

وفقًا لوولبوف، أساء ويليام دبليو. هويلز، الذي كان قد خلط بين فرضية فايدنرايش وبين «نموذج شمعدان» متعدد الأصول في منشوراته التي تمتد على مدى خمسة عقود. 
كيف وُصم التطور متعدد الأقاليم بأنه متعدد الأصول؟ نعتقد أنه أتى من اختلاط أفكار فايدنرايش، وفي النهاية اختلاط أفكارنا، مع أفكار كون. وجاء السبب الرئيسي للربط بين أفكار كون وأفكار فايدنرايش من التوصيفات الخاطئة لنموذج فايندنرايش المتعدد المراكز كشمعدان (هاولز أعوام 1942 و1944 و1959 و1993) التي جعلت نموذجه متعدد المراكز يبدو أكثر تشابهًا مع نموذج كون مما كان عليه في الواقع.
من خلال تأثير هاولز، خلط العديد من علماء الأنثروبولوجيا وعلماء الأحياء بين تعدد الأقاليم وتعدد الأصول، أي أصول منفصلة أو متنوعة لمجموعات مختلفة. يشير آلان تمبلتون مثلًا إلى أن هذا الالتباس أدى إلى الخطأ المتمثل في إضافة انسياب المورثات بين مجموعات سكانية مختلفة إلى الفرضية متعددة الأقاليم باعتبارها «محاججة خاصة استجابة للصعوبات الأخيرة»، على الرغم من حقيقة أن: «التطور الموازي لم يكن قط جزءًا من نموذج تعدد الأقاليم، ناهيك عن جوهره، في حين أن انسياب المورثات لم يكن إضافة حديثة، بل كان موجودًا في النموذج منذ البداية» (التركيز في الأصل). على الرغم من ذلك، لا تزال نظرية الأقاليم المتعددة تختلط مع تعدد الأصول، أو مع نموذج كون للأصول العرقية، والذي نأى وولبوف وزملاؤه بأنفسهم عنه. دافع وولبوف أيضًا عن أن توصَف فرضية فيدنرايش في تعدد المراكز بأنها متعددة السلالات. كتب فايدنرايش نفسه في عام 1949: «ربما سأتعرض لخطر سوء الفهم، أي أنني أؤمن بالتطور متعدد الأسلاف للإنسان».
في عام 1998، أسس وو نموذجًا متعدد الأقاليم خاصًا بالصين يسمى «الاستمرارية بالتهجين ]العرضي[». يطبق متنوع وو فرضية الأقاليم المتعددة على السجلات الأحفورية الشرق الآسيوية، وهو شائع بين العلماء الصينيين. وعلى الرغم من ذلك، حاجج جيمس لايبولد، وهو مؤرخ سياسي للصين الحديثة، أن التأييد لنموذج وو راسخ إلى حد بعيد في القومية الصينية. خارج الصين، تحظئ الفرضية متعددة الأقاليم بدعم محدود، ولا يتبناها سوى عدد قليل من علماء الأنثروبولوجيا القديمة.

### النظرية «الكلاسيكية» لتعدد الأقاليم ضد النظرية «الضعيفة»
ناقش كريس سترينجر، أحد أبرز مؤيدي نظرية الأصل الأفريقي الأكثر انتشارًا، مؤيدي فرضية الأقاليم المتعددة كوولبوف وثورن في سلسلة من المنشورات أواخر الثمانينيات والتسعينيات من القرن الماضي. يصف سترينجر كيف يعتبر أن الفرضية الأصلية قد تعدلت مع مرور الوقت إلى متنوع أضعف يتيح الآن دورًا أكبر بكثير لأفريقيا في التطور البشري، بما في ذلك التشريح الحديث (وبالتالي استمرارية إقليمية أقل مما اقتُرح أولًا).
يميز سترينجر بين النموذج الأصلي أو «الكلاسيكي» الذي كان موجودًا منذ عام 1984 (صياغته) حتى عام 2003، من متنوع «ضعيف» لما بعد العام 2003 كان قد «تحول إلى صيغة تشبه نموذج الاستيعاب».

### الدراسات الجينية
يبدو أن اكتشاف أن «حواء الميتوكوندرية» كانت أفريقية وحديثةً نسبيًا منح اليد العليا لمؤيدي فرضية الخروج من أفريقيا. إلا أن آلان تمبلتون نشر في عام 2002 تحليلًا يشتمل على مراكز ثقل أخرى في الخريطة الجينية أيضًا، وأظهر ذلك أن بعض المتنوعات الموجودة في الجماعات الحديثة كانت موجودة مسبقًا في آسيا قبل مئات آلاف السنين. كان هذا يعني أنه حتى لو كان الخط الذكري الذي لدينا (كروموزوم واي) والخط الأنثوي (دنا متقدرة) قد خرجا من أفريقيا في آخر 100 ألف عام تقريبًا، فإننا قد ورثنا جينات أخرى من جماعات كانت خارج أفريقيا مسبقًا. منذ إجراء هذه الدراسة أجريت دراسات أخرى باستخدام عددًا أكبر بكثير من البيانات.

## دليل أحفوري

### فروع مورفولوجية
يرى مؤيدو الفرضية متعددة الأقاليم الاستمرارية الإقليمية لبعض السمات المورفولوجية التي امتدت طوال العصر الجليدي في أقاليم مختلفة في كافة أنحاء العالم كدليل ضد نظرية الخروج من أفريقيا. إجمالًا، جرى التعرف على ثلاثة أقاليم رئيسية: أوروبا والصين وإندونيسيا (عادة ما تتضمن أستراليا). يحذّر وولبوف من أن يُنظر إلى بعض المزايا الهيكلية في هذه الأقاليم في سياق عرقي، وعوضًا عن ذلك يسميها فروعًا مورفولوجية، التي تعرف على أنها مجموعة من السمات «التي تميز إقليمًا جغرافيًا بصورة فريدة». وفقًا لوولبوف وثورن (1981): «لا نعد الفروع المورفولوجية سلالة فريدة، ولا نعتقد أنه من الضروري الإشارة إلى حالة تصنيفية لها». وأشار نقاد فرضية تعدد الأقاليم أنه ليس ثمة سمة إنسانية معينة تميز إقليمًا جغرافيًا (أي أنها تقتصر على جماعة واحدة ولا توجد لدى جماعة أخرى)، إلا أن وولبوف وآخرين (2000) أشاروا إلى أن الاستمرارية الإقليمية لا تعترف إلا بمجموعات من الميزات، وليس السمات إذا جرى التوصل إليها فرديًا، وهي نقطة يقارنونها في مكان آخر بتعريف الطب الشرعي التناظرية للهيكل العظمي البشري: 
الاستمرارية الإقليمية... ليست زعمًا بأن سمات من هذا النوع لا تظهر في مكان آخر، إذ إن التركيب الجيني للنوع البشري يجعل احتمالًا كهذا مستبعدًا إلى أبعد حد. قد يكون هناك فرادة في مجموعات السمات، ولكن ليس ثمة ميزة واحدة يرجح أن تكون فريدة من نوعها في جزء معين من العالم بالرغم من أنها قد تبدو كذلك بسبب العينات غير المكتملة التي يقدمها السجل الأحفوري البشري المتقطع.
مجموعات السمات «فريدة من نوعها» بمعنى أنها موجودة في إقليم واحد فقط، أو أنها محدودة بشكل أضعف على إقليم واحد بتردد عال (ونادر جدًا في إقليم آخر).